# TerraWorld
TerraWorld is een gratis online computerspel gemaakt door TerraNovita Software BVBA. Het spel valt in de categorie MMORPG. TerraWorld is een spel met humor en erg compact. Handige eigenschappen bij dit spel zijn sociale vaardigheden en onderhandelen.

## Spel
De speler speelt een karakter in dit spel. Het spel is verdeeld in in verschillende werelden, die met elkaar verbonden zijn door middel van "warps". Een karakter kan vechten en raadsels oplossen. Het spel heeft geen echte verhaallijn, maar elke puzzel heeft wel zijn eigen clue.  

## Werelden
In het spel zijn de volgende werelden gedefinieerd:
- Secret City: Een verloren stad waar dood en verderf heerst.
- Coldwood/Deveno: Twee steden verborgen in een wildernis van ijs.
- Midgard: Een donkere stad omgeen door vuur en brimstone.
- Larcenia: Een stap tussen de boomtoppen.
- Roeselare: Een magiër stad.
- Karseth: Een tovenaarsstad.
- Amorach: Een avontuurstad.
- Badona: Een stad binnen een actieve vulkaan.

## Onderhoud
TerraWorld wordt onderhouden en eens in de zoveel tijd komt er iets nieuws bij, zoals:
- nieuwe items (gear/equipment)
- nieuw te ontdekken landen
- een veiliger spel

De laatste verandering was een zogenaamde "Referral System" dat ervoor moest zorgen dat TerraWorld nog meer spelers aantrok.